# برزك
برزك (بالفارسية: برزک) هي إحدى مدن مدينة كاشان في محافظة أصفهان في إيران. يقدر عدد سكانها بـ 3,211 نسمة .